# غاريث توماس (لاعب اتحاد الرغبي)
غاريث توماس (بالإنجليزية: Gareth Thomas)‏ هو لاعب اتحاد الرغبي بريطاني، ولد في 2 أغسطس 1993 في Newcastle Emlyn ‏ في المملكة المتحدة.